# Peder Dam
Peder Christian Dam, född 9 juni 1939 i Oscars församling, Stockholm, död 4 november 1987 i Sri Lanka, var en svensk barnskådespelare och skådespelare.
Han började som barnstjärna i några av Astrid Lindgrens teaterpjäser.
Dam omkom i en olyckshändelse i Sri Lanka. Han är begravd på Norra begravningsplatsen utanför Stockholm.

## Filmografi
- 1953 – Mästerdetektiven och Rasmus
- 1954 – Storm över Tjurö
- 1954 – Taxi 13
- 1955 – Mord, lilla vän
- 1957 – Vägen genom Skå
- 1959 – Raggare!
- 1968 – Het snö

## Regi
- 1971 – Stig Järrel utan smink